# Joaquim Carbonell i Modolell
Joaquim Carbonell i Modolell fou un polític que ocupà l'alcaldia de Sant Just Desvern en dues ocasions:
- de l'1 de gener de 1912 a l'1 de gener de 1918
- del 2 d'octubre de 1923 al 15 d'abril de 1931

El seu segon mandat començà poc després del cop d'estat del general Miguel Primo de Rivera, que donà origen a la Dictadura de 1923-1930, i s'acabà l'endemà de la proclamació de la Segona República Espanyola.
Joaquim Carbonell estigué vinculat a la masia Can Carbonell